# Гидатли
Гидатли — село в Тляратинском районе Дагестана. Входит в состав сельского поселения сельсовет Кособский.

## География
Расположено в 17 км к северу от районного центра — села Тлярата.

## Население
| 1869 | 1888 | 1895 | 1926 | 1939 | 1970 | 1989 |
| ---- | ---- | ---- | ---- | ---- | ---- | ---- |
| 41   | ↗47  | ↗52  | ↗66  | ↘50  | ↗81  | ↘15  |
| 2002 | 2010 | 2021 |      |      |      |      |
| ↘7   | ↘1   | ↗6   |      |      |      |      |